# Fish River
Fish River, også kaldt Great Fish River for at skille den fra den namibiske Fish River, er en flod som render gennem den sydafrikanske provins Eastern Cape. Floden er 644 km lang og flyder ud i det Indiske Ocean. Floden render almindeligvis året rundt, selv om dens øvre del starter i en tør region. Vand fra Oranje kan blive brugt til at holde elven flydende i tørre perioder.
I det 19. århundrede var floden grænsen til Kapkolonien og blev hårdt bestridt under xhosakrigene mellem 1779 og 1878 mellem den indfødte xhosanation på den ene siden og hollandske bønder og nybyggerne i 1820 fra Storbritannien på den anden, og i 1835 fik fingostammen slået sig ned på flodens bredder. Under apartheid udgjorde de nedre dele den vestlige grænse af det nominelt uafhængige bantustanet Ciskei.
Et betydelig vandprojekt førte i 1970'erne vand fra Oranje via Fish River for agrikulturelt og industrielt brug. Tunnelen som gjorde dette mulig var et betydelig foretag med sit indtag ved Oviston. Oviston ligger på bredden af Gariep-dammen.
Til trods for sit navn finder fisk i floden hovedsagelig sted i de nedre dele af floden. Årligt er Fish River kanomarathon en populær kanobegivenhed som finder sted i flere dage fra Cradock til mundingen. Dykning i områderne ved Fish Rivers munding er lidt af en oplevelse takket være de talrige skibsvrag som findes der, SS "Cariboo", SS "Kilbrennan" og "Waterloo" for at nævne nogen få.
Cradock er en betydelig by som floden render gennem. Området mellem Port Elizabeth og Fish River er kendt som Sunshine Coast.
Great Fish Point er et fyrtårn som ligger nær mundingen af floden, cirka 25 km fra feriestedet Port Alfred. Før fyrtårnet blev bygget i 1898 blev to skibslanterner som viste grønne lys rejst i en flagstang ved Port Alfred, men disse lys viste sig at ikke være nok. Systemet som blev brugt til at rotere linsen med, er intakt og på udstilling. Fyrtårnet er kun ni meter højt, men det er placeret på 76 moh.
33°29′34″S 27°07′52″Ø / 33.4928°S 27.1311°Ø